# لورنزو پینامونته
لورنزو پینامونته (انگلیسی: Lorenzo Pinamonte؛ زادهٔ ۹ مهٔ ۱۹۷۸) بازیکن فوتبال اهل ایتالیا است.
از باشگاه‌هایی که در آن بازی کرده‌است می‌توان به باشگاه فوتبال نووارا، باشگاه فوتبال کارلایل یونایتد، باشگاه فوتبال آ. ث. لومتزانه، باشگاه فوتبال بنونتو، باشگاه فوتبال برنتفورد، باشگاه فوتبال بریستول سیتی، باشگاه فوتبال برایتون اند هوو آلبیون، باشگاه فوتبال اتلتیکو آرتزو، و باشگاه فوتبال لیتون اورینت اشاره کرد.